# Branka Katić

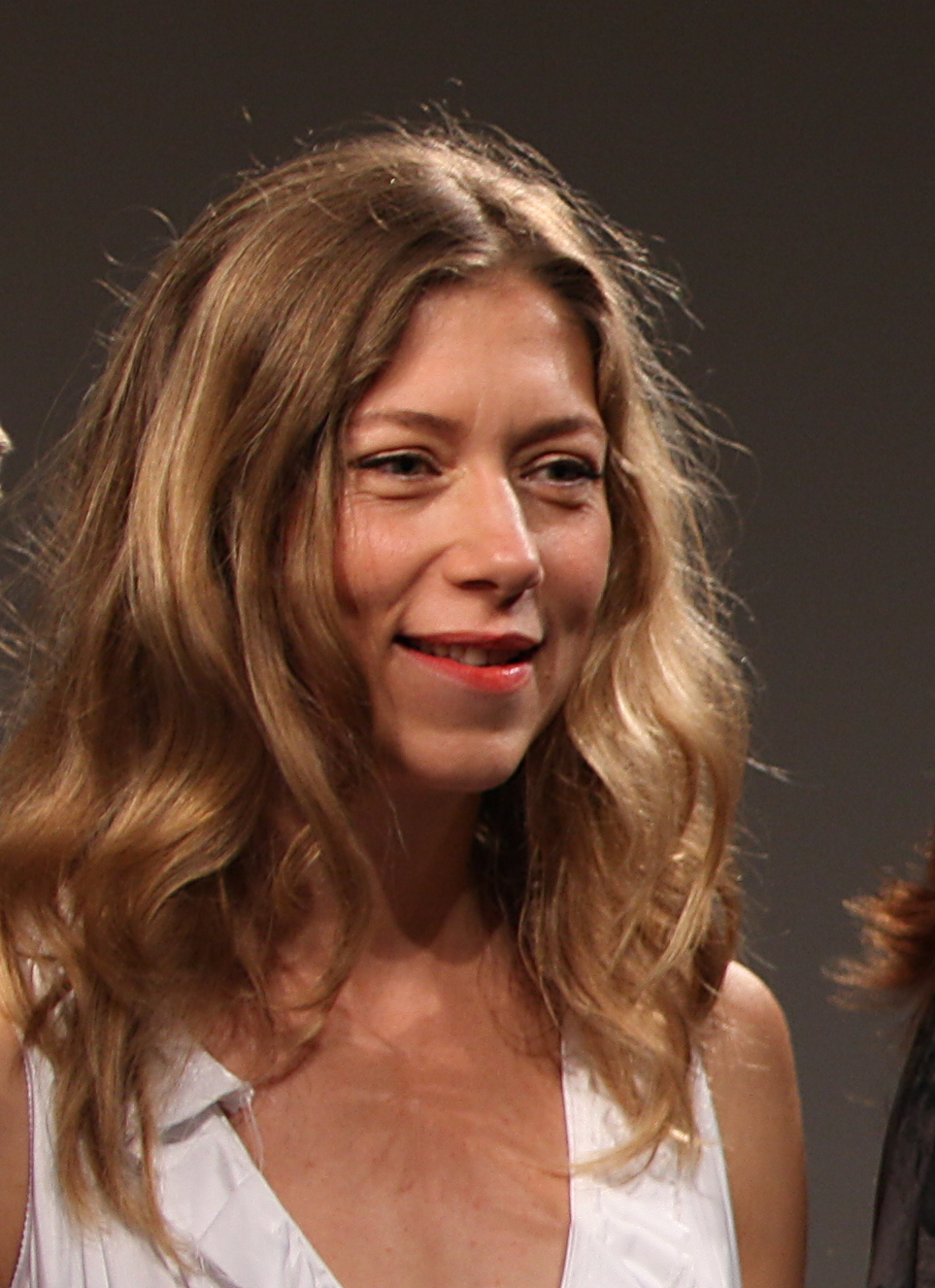
Branka Katić (2010)

Branka Katić (* 20. Januar 1970 in Belgrad) ist eine serbische Schauspielerin.

## Leben und Karriere
Katić ist Absolventin der Kunstakademie von Novi Sad. Sie trat in Belgrad und Novi Sad in verschiedenen Bühnenproduktionen auf, wurde als Mitglied der Schauspielgruppe von TV Beograd aufgenommen und in Jugoslawien mit zahlreichen Preisen ausgezeichnet. Dem westlichen Kinopublikum wurde sie 1998 durch eine Hauptrolle in Emir Kusturicas Schwarze Katze, weißer Kater bekannt. 
Katić lebt in London und Los Angeles und ist mit dem britischen Regisseur Julian Farino verheiratet.

## Filmografie (Auswahl)
- 1985: Es ist nicht leicht mit den Männern (Nije lako sa muskarcima)
- 1987: Bolji život (Fernsehserie, 9 Folgen)
- 1992: Policajac sa Petlovog brda
- 1992: Mi nismo andjeli
- 1992: Crni bombarder
- 1992: Bulevar revolucije
- 1992: Devojka s lampom (Fernsehfilm)
- 1993: Osmeh Margaret Jursenar (Fernsehfilm)
- 1993: Niko nije savrsen (Fernsehfilm)
- 1993–1994: Policajac sa Petlovog Brda (Fernsehserie, 12 Folgen)
- 1994: Bice bolje
- 1994: Slatko od snova
- 1995: Otvorena vrata (Fernsehserie, 2 Folgen)
- 1995: Tamna je noc
- 1995: Ubistvo s predumisljajem
- 1996: Dörfer in Flammen (Lepa sela, lepo gore)
- 1998: Rane
- 1998: Schwarze Katze, weißer Kater (Crna mačka, beli mačor)
- 1998: Zla zena (Fernsehfilm)
- 1998: Kod Lude ptice (Fernsehserie)
- 1999: Warriors – Einsatz in Bosnien (Warriors, Fernsehfilm)
- 2000: The Vice (Fernsehserie, 2 Folgen)
- 2000: Im Juli
- 2001: Sand (Kurzfilm)
- 2001: Always and Everyone (Fernsehserie, eine Folge)
- 2001: Anne Frank (Anne Frank: The Whole Story, Fernsehzweiteiler)
- 2001: Armadillo (Fernsehserie)
- 2002: Ten Minutes Older: The Cello
- 2002: Jealousy (Kurzfilm)
- 2002–2004: Auf Wiedersehen, Pet (Fernsehserie, 7 Folgen)
- 2003: Jagoda im Supermarkt (Jagoda u supermarketu)
- 2003: Clocking Off (Fernsehserie, eine Folge)
- 2003: Byron (Fernsehfilm)
- 2004: Red Cap (Fernsehserie, eine Folge)
- 2004: The Last Detective (Fernsehserie, eine Folge)
- 2004: Hustle – Unehrlich währt am längsten (Hustle, Fernsehserie, eine Folge)
- 2004: Falling Into Paradise (Pad u raj)
- 2004: Floating (Kurzfilm)
- 2005: The Truth About Love – oder: Was du niemals wissen wolltest… (The Truth About Love)
- 2006: Breaking and Entering – Einbruch & Diebstahl (Breaking and Entering)
- 2006: HG Wells: War with the World (Fernsehfilm)
- 2007: Entourage (Fernsehserie, eine Folge)
- 2007: The Englishman
- 2007: Mile vs. tranzicija (Fernsehserie, 6 Folgen)
- 2007–2011: Big Love (Fernsehserie, 14 Folgen)
- 2008: Der Preis des Verbrechens (Trial & Retribution, Fernsehserie, eine Folge)
- 2008: Waking the Dead – Im Auftrag der Toten (Waking the Dead, Fernsehserie, 2 Folgen)
- 2009: Public Enemies
- 2009: Bored to Death (Fernsehserie, eine Folge)
- 2010: Nachtblende (L’Homme qui voulait vivre sa vie)
- 2010: Belgrad Radio Taxi (Zena sa slomljenim nosem)
- 2011: Chaos (Fernsehserie, eine Folge)
- 2011: The Jury II (Fernsehserie, 5 Folgen)
- 2012: Blackout (Fernsehserie, 3 Folgen)
- 2013: Die Möbius-Affäre (Möbius)
- 2013: Falsifikator
- 2013: Red Widow (Fernsehserie, 3 Folgen)
- 2013: The Paradise (Fernsehserie, 2 Folgen)
- 2014: The Return of the First Avenger (Captain America: The Winter Soldier)
- 2015: Silent Witness (Fernsehserie, 2 Folgen)
- 2016: The Paper (Novine) (Fernsehserie Kroatien)
- 2020: Wege des Lebens – The Roads Not Taken (The Roads Not Taken)
- 2021: The King’s Man: The Beginning (The King’s Man)